# Placówka Straży Celnej „Góra”

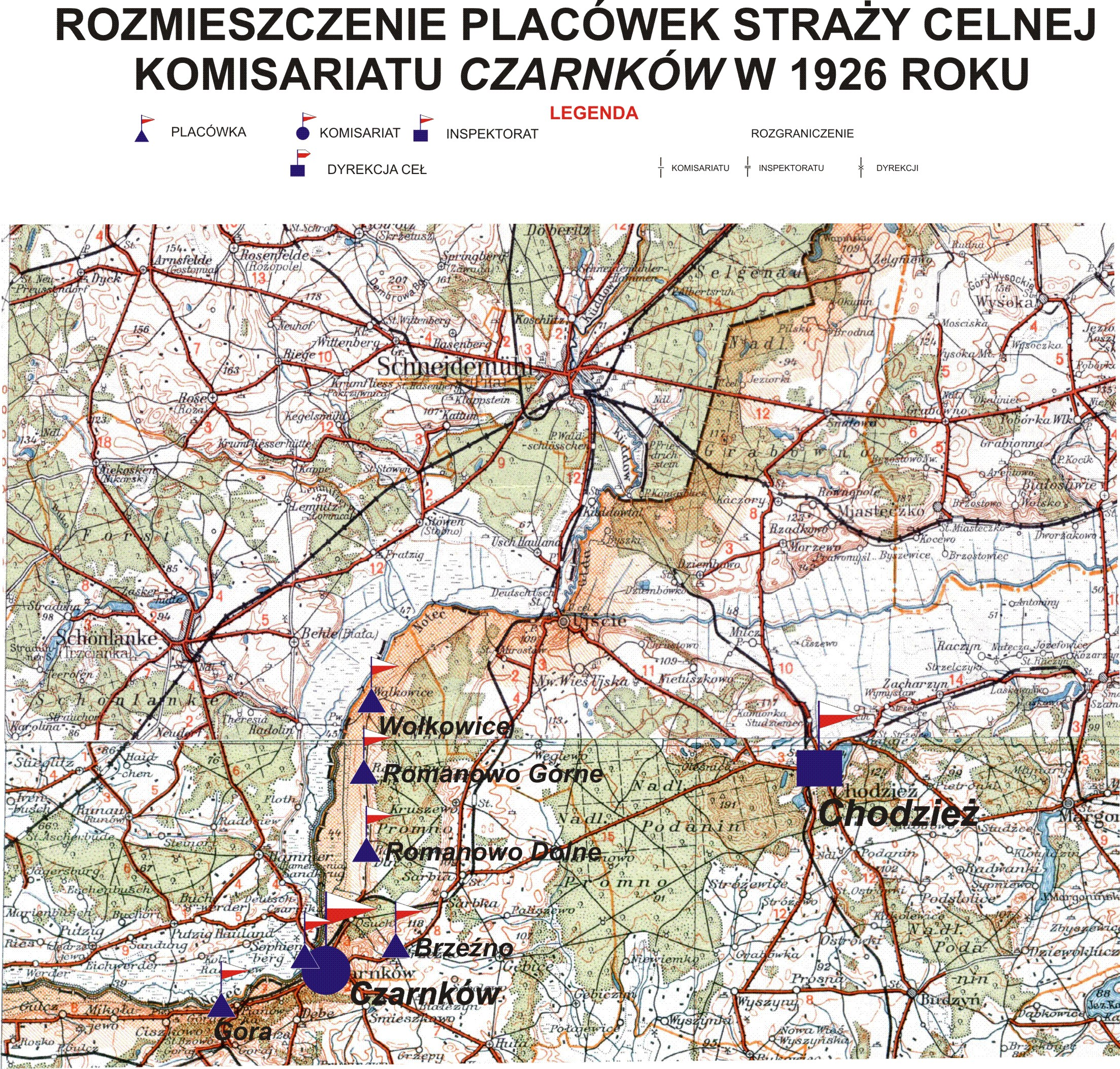
Rozmieszczenie placówek Straży Celnej Komisariatu Czarnków w 1926 roku

Placówka Straży Celnej „Góra” – jednostka organizacyjna Straży Celnej pełniąca w okresie międzywojennym służbę ochronną na granicy polsko-niemieckiej.

## Formowanie i zmiany organizacyjne
Na wniosek Ministerstwa Skarbu, uchwałą z 10 marca 1920 roku, powołano do życia Straż Celną. Jednostki Straży Celnej rozpoczęły przejmowanie odcinków granicy od pododdziałów Batalionów Celnych. W 1921 roku w Górze stacjonował sztab 4 kompanii 19 batalionu celnego. 4 kompania celna wystawiła między innymi placówkę w Górze. Proces tworzenia Straży Celnej trwał do końca 1922 roku. Placówka Straży Celnej „Góra” weszła w podporządkowanie komisariatu Straży Celnej „Czarnków” z Inspektoratu SC „Międzychód”.
W drugiej połowie 1927 roku przystąpiono do gruntownej reorganizacji Straży Celnej. W praktyce skutkowało to rozwiązaniem tej formacji granicznej. Ochronę północnej, zachodniej i południowej granicy państwa przejęła powołana z dniem 2 kwietnia 1928 roku Straż Graniczna.  W strukturach nowo powstałej formacji placówki „Góra” nie odtworzono.

## Funkcjonariusze placówki
Kierownicy placówki
| stopień  | imię i nazwisko, numer | okres pełnienia służby | kolejne stanowisko |
| -------- | ---------------------- | ---------------------- | ------------------ |
| strażnik | Marcin Słasik (466)    | był w 1926             |                    |

Obsada personalna placówki w 1926:
- strażnik Marcin Słasik (466)
- starszy strażnik Szczepan Kubacki (330)
- starszy strażnik Marcin Hochwajda (68)
- strażnik Franciszek Bączyk (244)
- strażnik Jan Wołek (388)
- strażnik Leon Borowiak (1407)
- strażnik Michał Gnabasik (2296)
- strażnik Walenty Surma (3076)